# マディソン・リー・ゴフ
マディソン・リー・ゴフ（Madison Lee Goff、1944年 - ）は、アメリカ合衆国の法昆虫学者。
ハワイ大学マノア校昆虫学教授。法昆虫学の第一人者とされる人物の一人である。法昆虫学の講師として、FBIアカデミーなどでも教えている。

## 著書
- 死体につく虫が犯人を告げる A Fly for the Prosecution: How Insect Evidence Helps Solve Crimes (草思社、垂水雄二訳、2002年7月、ISBN 4-7942-1150-3)

| スタブアイコン | サブスタブ | この項目は、まだ閲覧者の調べものの参照としては役立たない、人物に関連した書きかけの項目です。この項目を加筆・訂正などしてくださる協力者を求めています（P:人物伝/PJ:人物伝）。 |